# Crildumer Tief
Das Crildumer Tief ist ein Tief in der Gemeinde Wangerland im Landkreis Friesland im Norden von Niedersachsen.
Der etwa 12 Kilometer lange und 12 bis 15 Meter breite Wasserlauf im Jeverland, durch den Binnenwasser in die Nordsee abfließt, beginnt am Tettenser Tief. Das Crildumer Tief fließt dann in nordöstlicher Richtung vorbei an Waddewarden, nimmt das Südliche Verbindungstief auf und fließt vorbei an Hooksiel. Es nimmt von links das Wüppelser Tief auf und mündet einen Kilometer östlich von St. Joost von Süden her in das Hohenstief. Dieses mündet in das Wangertief, das sich schließlich bei Horumersiel in die Nordsee ergießt.
In früheren Zeiten diente das Tief vor allem zur Entwässerung und als Verkehrsweg, heute auch den Freizeitsportarten Paddeln und Angeln.
Siehe auch Westrum und Wüppels